# Sinotruk Howo
Sinotruk Howo (Сінотрак Хово) — сімейство важких, а віднедавна легких і середніх вантажівок повною масою до 60 тонн китайської компанії Sinotruk, яка входить в державний концерн CNHTC. На деяких ринках продаються під брендом CNHTC Howo.

## Опис
28 жовтня 2004 року почалось виробництво вантажівки Sinotruk Howo. На конструкцію вантажівки вплинула угода між CNHTC і Volvo, підписана в 2003 році. Howo була розроблена китайською компанією, але вона використовувала ряд деталей від шведських вантажівок. Так, в основі кабіни лягла конструкція средньотонажної вантажівки Volvo FL. Шасі були доступні з колісними формулами 4х2, 6x2, 6х4, 6х6, 8х4 і 10х6. Передня і задня підвіска залежні на напівеліптичних ресорах. Кабіна - коротка денна або подовжена зі спальним місцем і високим дахом. Двигуни WD615 - аналогічні сімейству Steyr потужністю від 266 до 420 к.с., які відповідають нормам Євро-2 або Євро-3.
На початку 2011 року вантажівки Sinotruk Howo оновилися. Зовні їх можна відрізнити за зміненою кабіною в стилі Mercedes-Benz Actros 2008 року. Вантажівки отримали нові економічні двигуни потужністю 266-375 к.с.

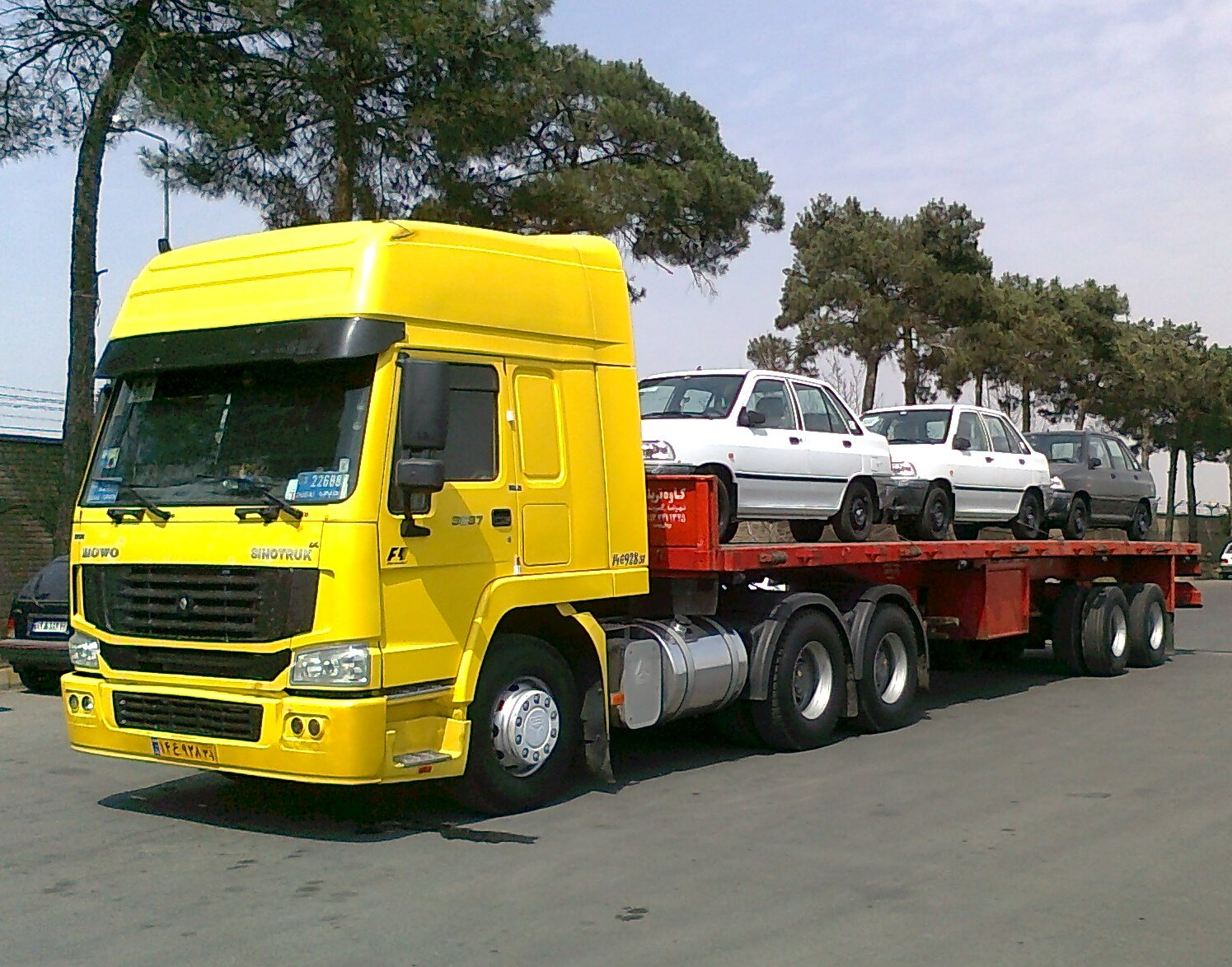
Sinotruk Howo (2004-2011)
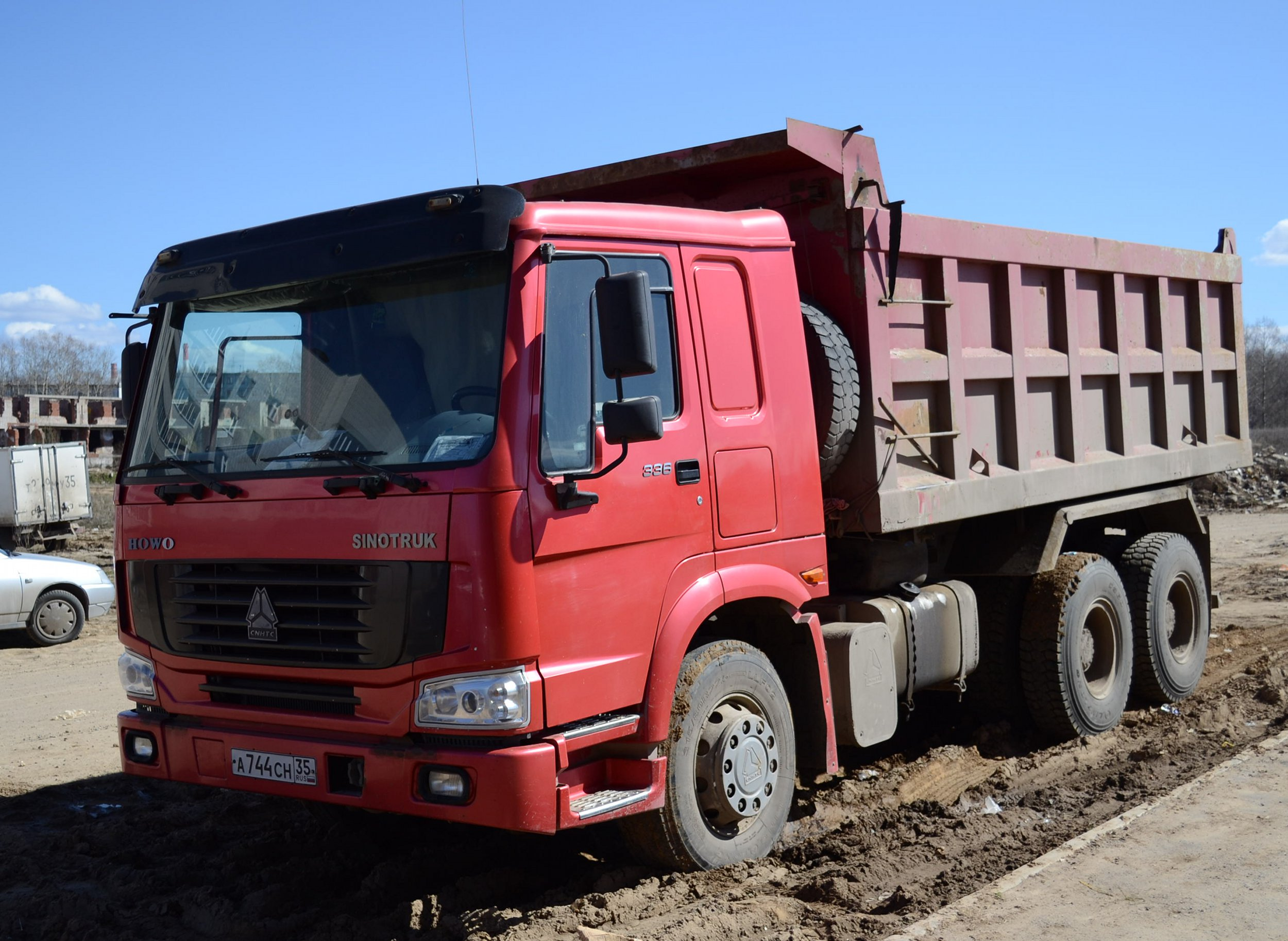
Самоскид Sinotruk Howo (2004-2011)
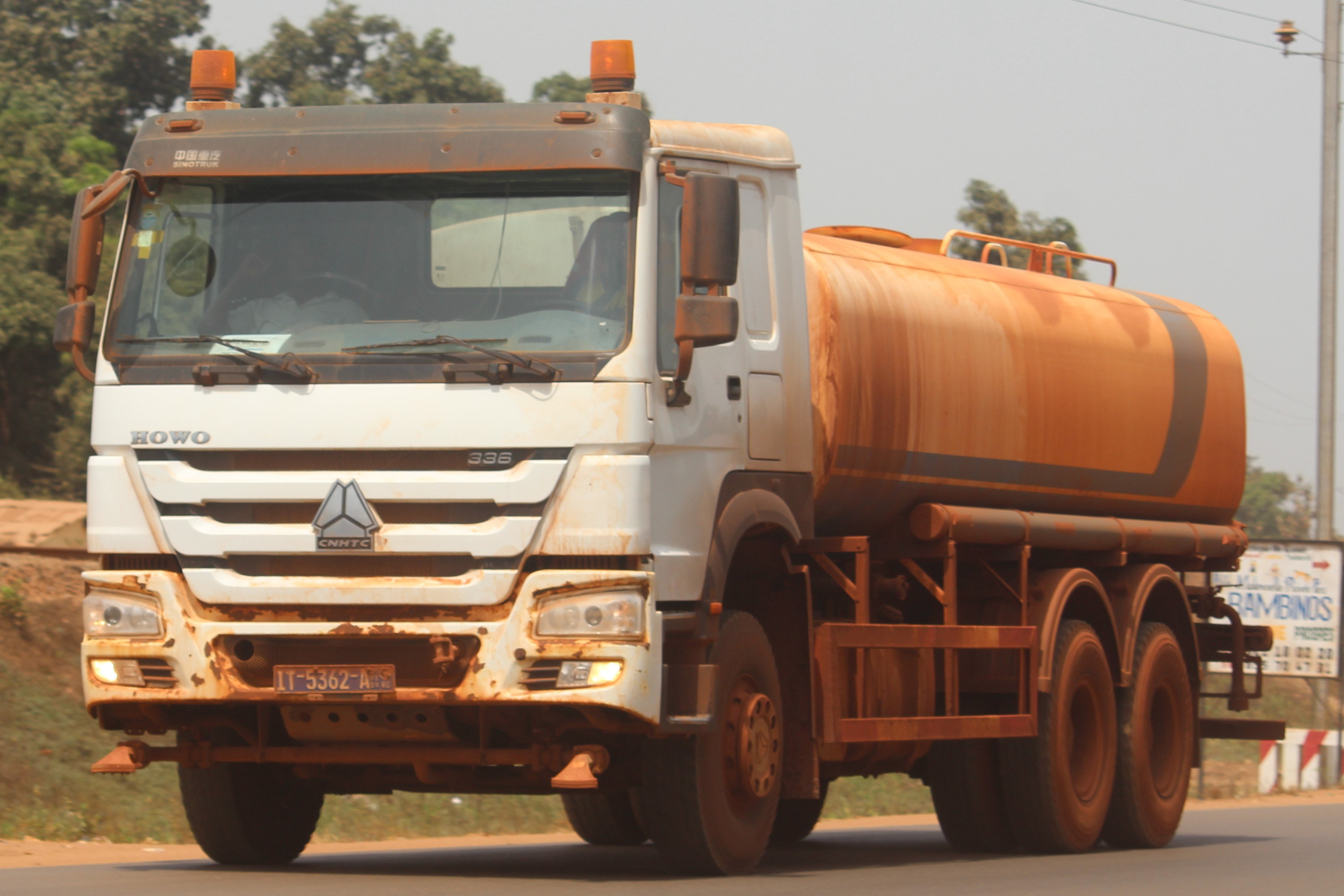
Sinotruk Howo (з 2011, Гвінея)
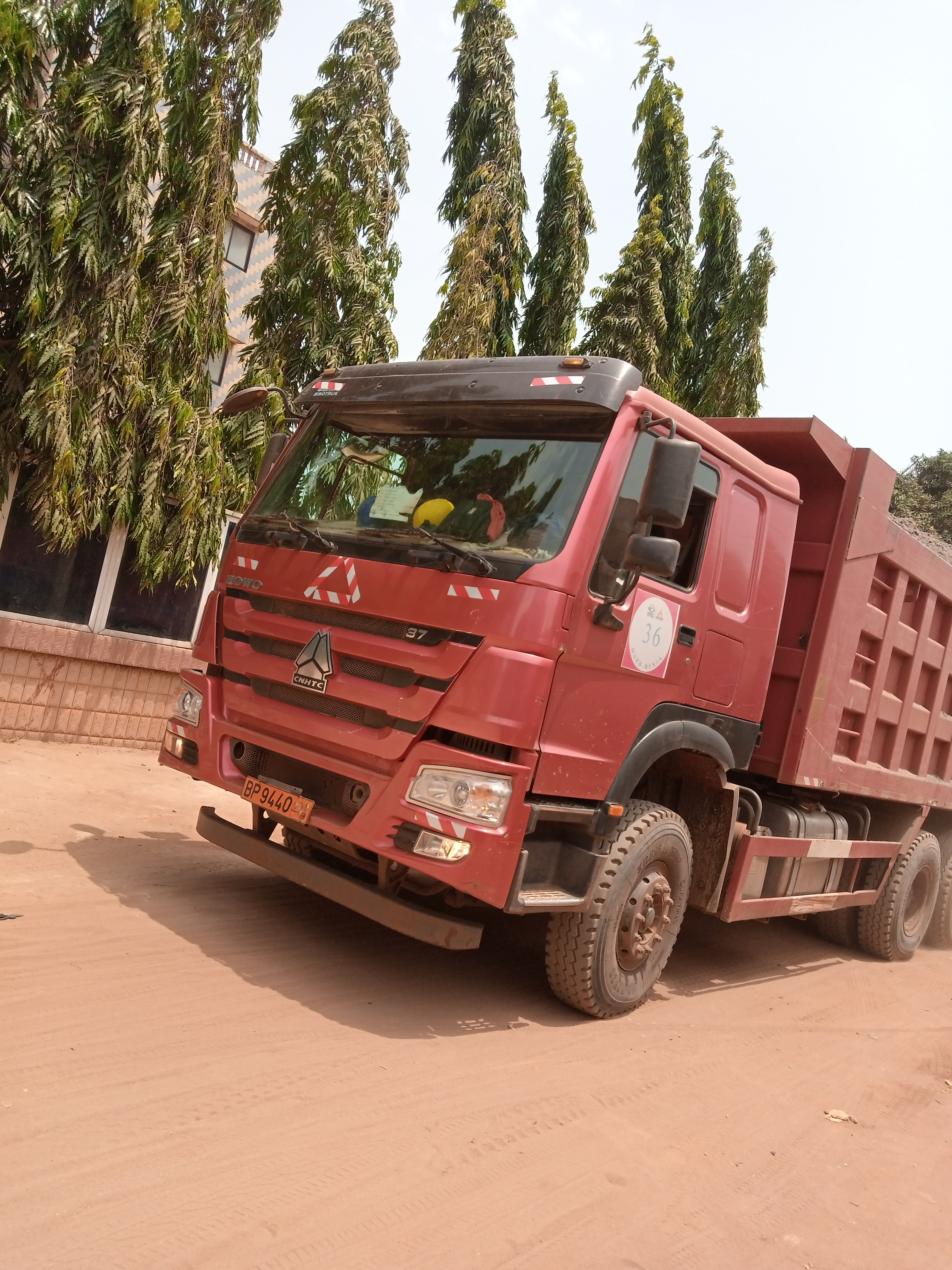
Sinotruk Howo (Бенін)
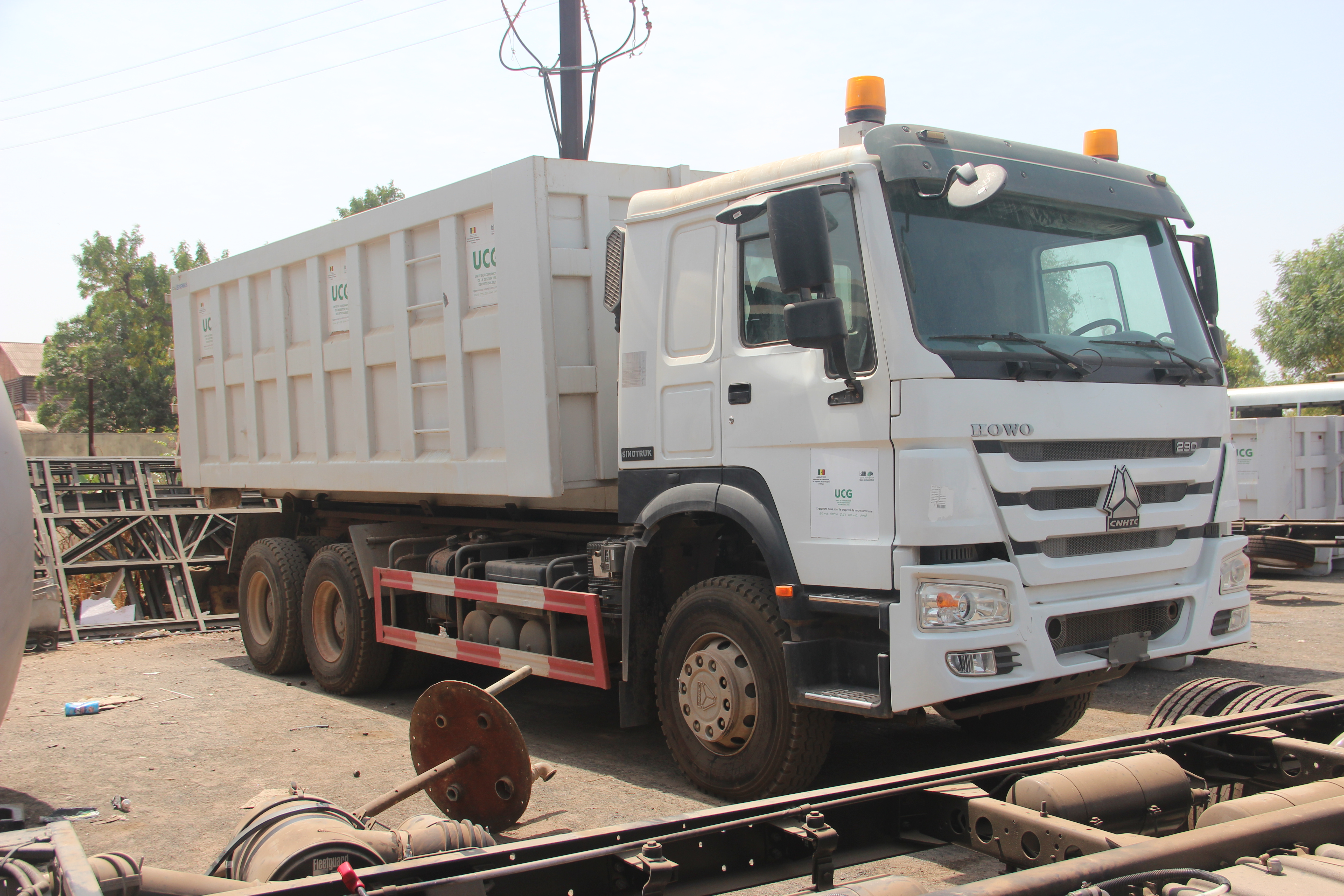
Sinotruk Howo (Сенегал)

### Howo A7

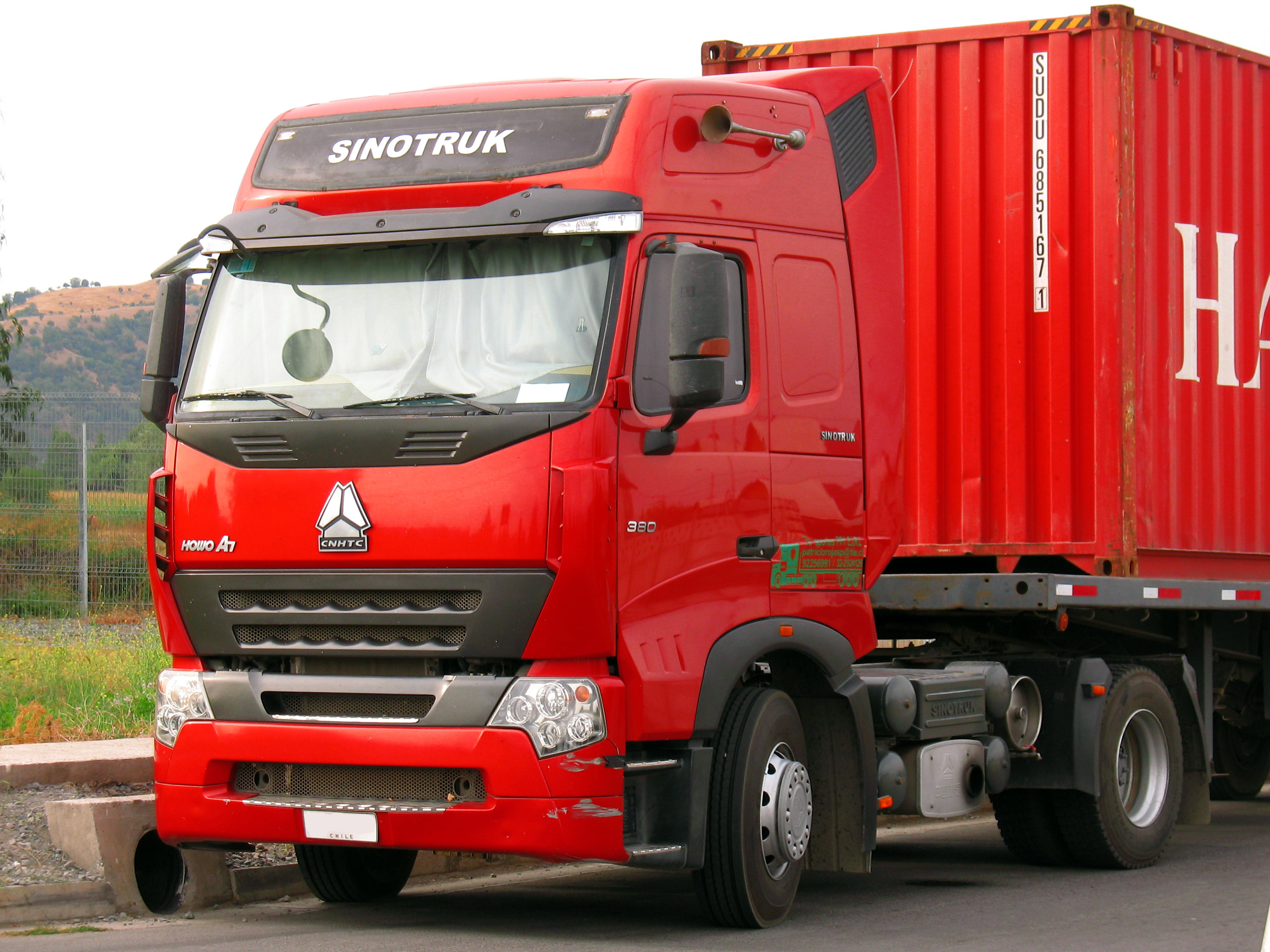
Sinotruk Howo A7 (з 2009)

В 2009 році представлено нове покоління Sinotruk Howo з індексом A7, автомобіль отримав від Volvo FH другого покоління, яку доробляли дизайнери з ательє ItalDesign Giugiaro. Howo A7 має чотирьохточкову пневмопідвіску кабіни, дискові гальма (вперше у китайських вантажівок), безкамерні шини (теж вперше), автоматизована коробка передач SmartShift-AMT, створена спільно з WABCO, гідропідсилювач керма компанії ZF, фільтри - марки Mann-Hummel, щиток приладів і аудіосистема - VDO, радіатор - Behr, пневмоелементи задньої підвіски - Hendrickson, компресор, гальмівна система і система перемикання передач - WABCO. Вантажівки комплектуються китайськими двигунами D10 і D12 з уприскуванням common rail потужністю від 270 до 460 к.с. На вибір покупцям пропонують 5 варіантів кабін - від короткою денної до кабіни зі спальним відсіком і високим дахом з внутрішньою висотою 1930 мм.

### Howo T5G

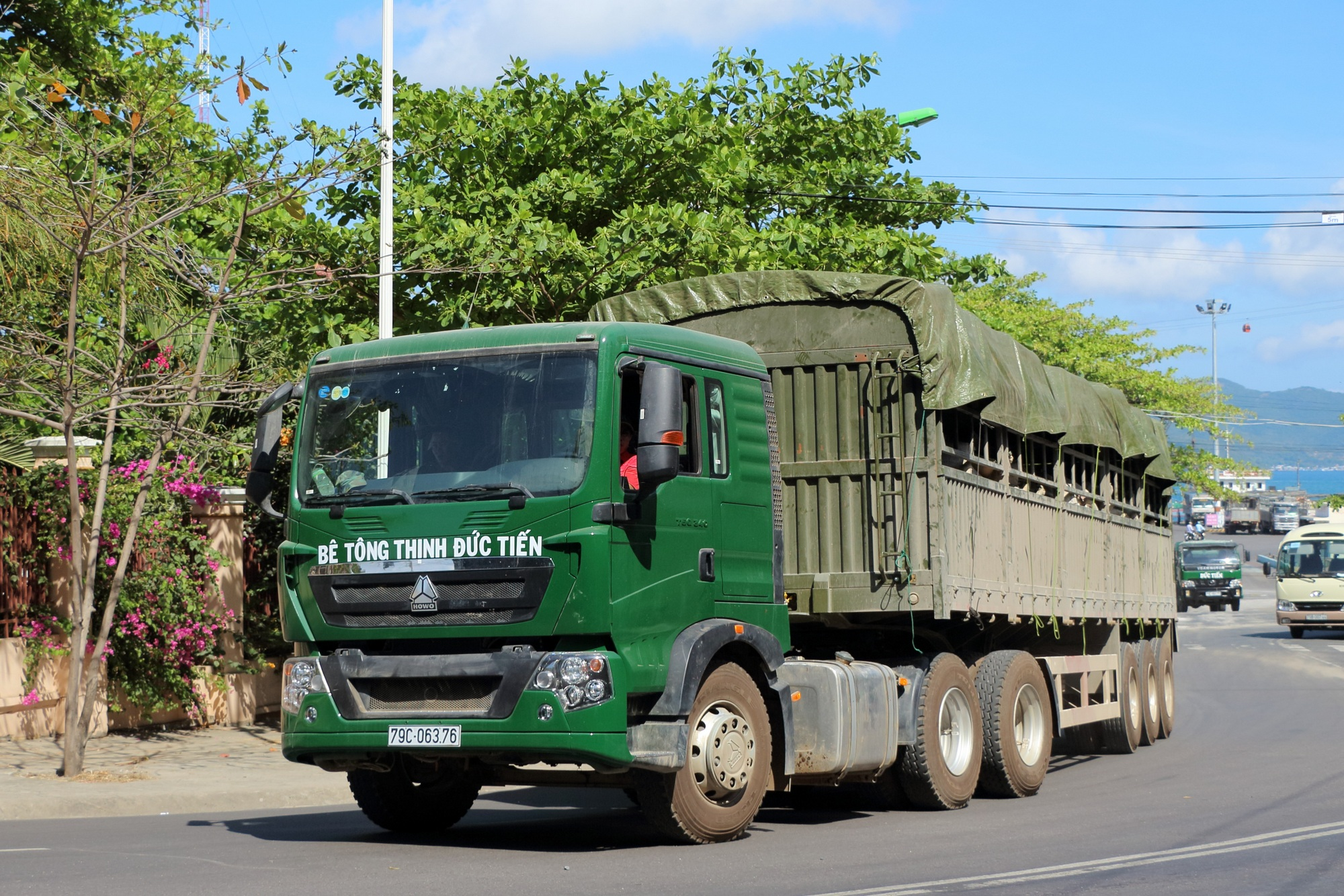
Sinotruk Howo T5G (з 2012)

Напередодні 2012 року представили вантажівку Howo T5G, яка є синтезом шасі CNHTC Howo з переробленою німецькою кабіною від MAN TGA. Модельний ряд включає вантажівки повною масою 12, 16, 18, 20, 25 і 31 тонну. Двигуни теж MAN моделей MC05, MC07 об'ємом 4,58 і 6,87 л.